# Oranje kamperfoelievouwmot
De oranje kamperfoelievouwmot (Phyllonorycter trifasciella) is een vlinder uit de familie Gracillariidae, de mineermotten. Het diertje komt verspreid over vooral de westelijke helft van Europa voor.

## Waardplanten
De oranjekamperfoelievouwmot heeft kamperfoelie en in mindere mate sneeuwbes en fazantenbes als waardplanten. De rupsen maken aan de onderkant van het blad een mijn van de middennerf tot de bladrand, die het blad dubbelvouwt. Verpopping vindt plaats in de mijn.

## Voorkomen in Nederland en België
De oranjekamperfoelievouwmot is in Nederland een niet zo algemene en in België een algemene soort, die verspreid over het hele gebied kan worden gezien. Vooral de mijnen van de rupsen worden gezien, in maart-april, juli-augustus, en oktober. De drie jaarlijkse generaties vliegen van april tot en met oktober.